# 호르헤 산체스 (1997년)
호르헤 에두아르도 산체스 라모스(스페인어: Jorge Eduardo Sánchez Ramos, 1997년 12월 10일 ~ )는 멕시코의 축구 선수로 현재 프리메이라리가의 포르투에서 활동하고 있다.